# João Pereira
João Pedro Thomaz Pereira (São Paulo, março de 1905 — , 26 de junho de 1984) foi um nadador brasileiro, que participou de uma edição dos Jogos Olímpicos pelo Brasil.
Trabalhava como despachante municipal.

## Trajetória esportiva
Foi campeão brasileiro de natação em 1929, e recordista brasileiro dos 100 metros nado livre em 1932, pelo Clube de Regatas Icarahy do Rio de Janeiro.
Participou das Olimpíadas de 1932 em Los Angeles, e nadou os 100 metros livre, não chegando à final da prova.